# Frank Drmic
Frank Drmic (* 7. Februar 1978 in Melbourne) ist ein ehemaliger australischer Basketballspieler kroatischer Abstammung.

## Laufbahn
Drmic begann beim Melbourner Vorort Dandenong mit dem Basketballsport und fand 1994 Aufnahme ans Australian Institute of Sport. Seinen Einstand in der National Basketball League (NBL) gab er im Alter von 18 Jahren bei den South East Melbourne Magic, mit denen er in seinem ersten Jahr den Meistertitel gewann. In der NBL bestritt Drmic bis 2007 insgesamt 255 Spiele.
Drmic spielte in mehreren europäischen Ländern: Erst in Griechenland, dann stand er zu Beginn der Saison 2002/03 bei Awtodor Saratow in Russland unter Vertrag, trat mit der Mannschaft auch im europäischen Vereinswettbewerb FIBA Europe Champions Cup an. Im Dezember 2002 wechselte er zu Spirou BC Charleroi nach Belgien. Im weiteren Verlauf der Saison 2002/03 (ab Februar 2003) stand er in Diensten von Saint-Quentin in Frankreichs zweiter Liga. In der deutschen Basketball-Bundesliga spielte Drmic in Trier und Oldenburg.
Sein jüngerer Bruder Anthony Drmic war ebenfalls Berufsbasketballspieler.

### Nationalmannschaft
Drmic nahm 1998 mit Australiens Nationalmannschaft an der Weltmeisterschaft teil.